# Noodstopstrook

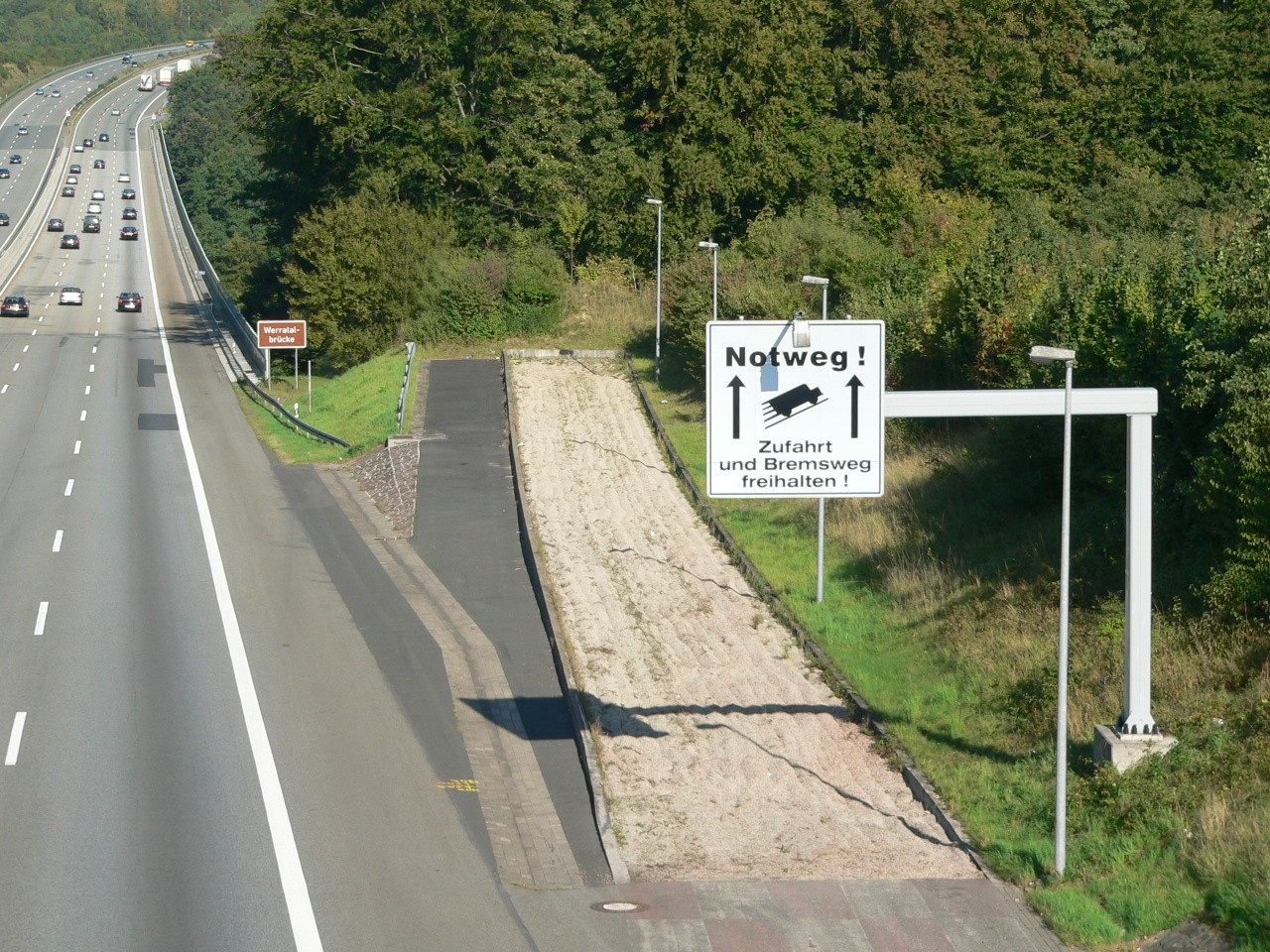
A7, Duitsland

Het Belgische verkeersbord dat een noodstopstrook aangeeft

Een noodstopstrook (Op borden in Wallonië staat ook wel vluchtweg) is een aftakking van een weg die soms wordt aangelegd bij een steile afdaling. De strook loopt vaak iets omhoog en eindigt doorgaans in een grote grindbak. Hierdoor kunnen voertuigen die niet meer kunnen remmen toch op een veilige manier - en meestal zonder schade - tot stilstand komen.
Bij bergwegen, vaak met haarspeldbochten, bestaat hetzelfde probleem. Deze wegen liggen echter altijd langs een bergwand. Een automobilist die niet meer kan remmen, kan zijn wagen schuin tegen de bergwand sturen. De schade die daardoor ontstaat is te prefereren boven een val in het ravijn.

## België

### Aanleiding
De aanleg in België is gestart na de ramp van Martelange in 1967, waarbij een tankwagen gevuld met vloeibaar gas niet meer kon remmen op een afdaling en in de dorpskern belandde onder het viaduct. Bij dit ongeluk waren 22 doden te betreuren.

### Infrastructuur
Noodstopstroken worden in België aangegeven door verkeersbord F95. Ook gaan ze meestal gepaard met een portaal over het begin met daarop oranje knipperlichten en verkeersborden die aangeven dat het niet om een afrit gaat. Een andere manier om ze aan te duiden is met een wit bord met rood opschrift. Aangezien dit verder niet voorkomt, is er geen verwarring mogelijk.

### Locaties

#### Op Openstreetmap
- Bevraging wordt uitgevoerd op live Openstreetmapdata

#### Autosnelwegen
- E42 Verviers - Duitsland ter hoogte van afrit 6 Verviers-Central.
- E42 richting Verviers op afrit 11 Malmedy

#### Andere wegen
- N4 richting Aarlen ter hoogte van Martelange: twee op 500 meter van elkaar. De zuidelijkste ligt uitzonderlijk aan de linkerkant, dus in de middenberm.
- Stavelot Lokale weg Haute Levée: twee op 100 meter van elkaar.
- N63 net over de brug over de Maas